# 블렌더 (소프트웨어)

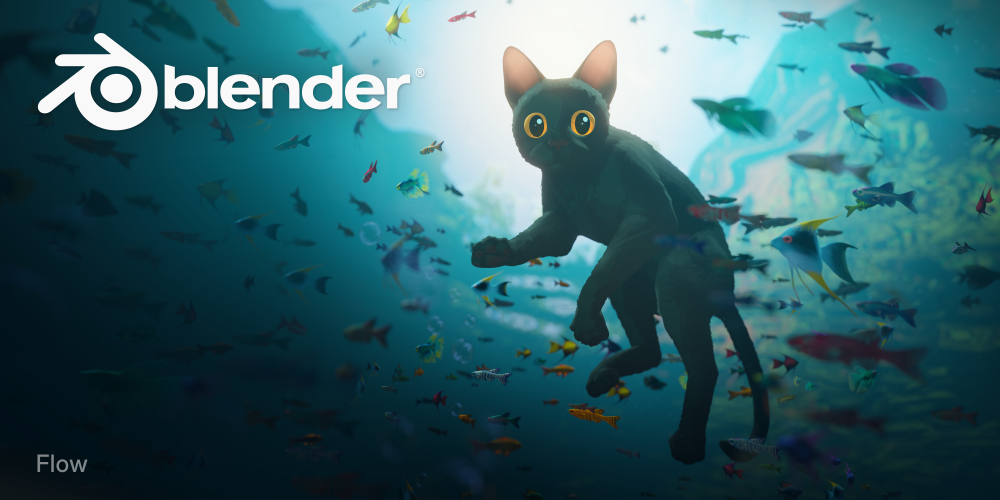
블렌더 4.4 스플래시 화면

블렌더(Blender)는 Windows, macOS, BSD, Haiku, IRIX 및 리눅스에서 실행되는 자유-오픈 소스 3차원 컴퓨터 그래픽스 소프트웨어 도구 모음이다. 애니메이션 영화, 시각 효과, 예술, 3D 프린팅된 모델, 모션 그래픽스, 대화형 3D 애플리케이션 및 가상 현실을 만드는 데 사용된다. 또한 비디오 게임 제작에도 사용된다.
블렌더는 아카데미상 수상작인 영화 플로우 (2024)를 제작하는 데 사용되었다.

## 역사

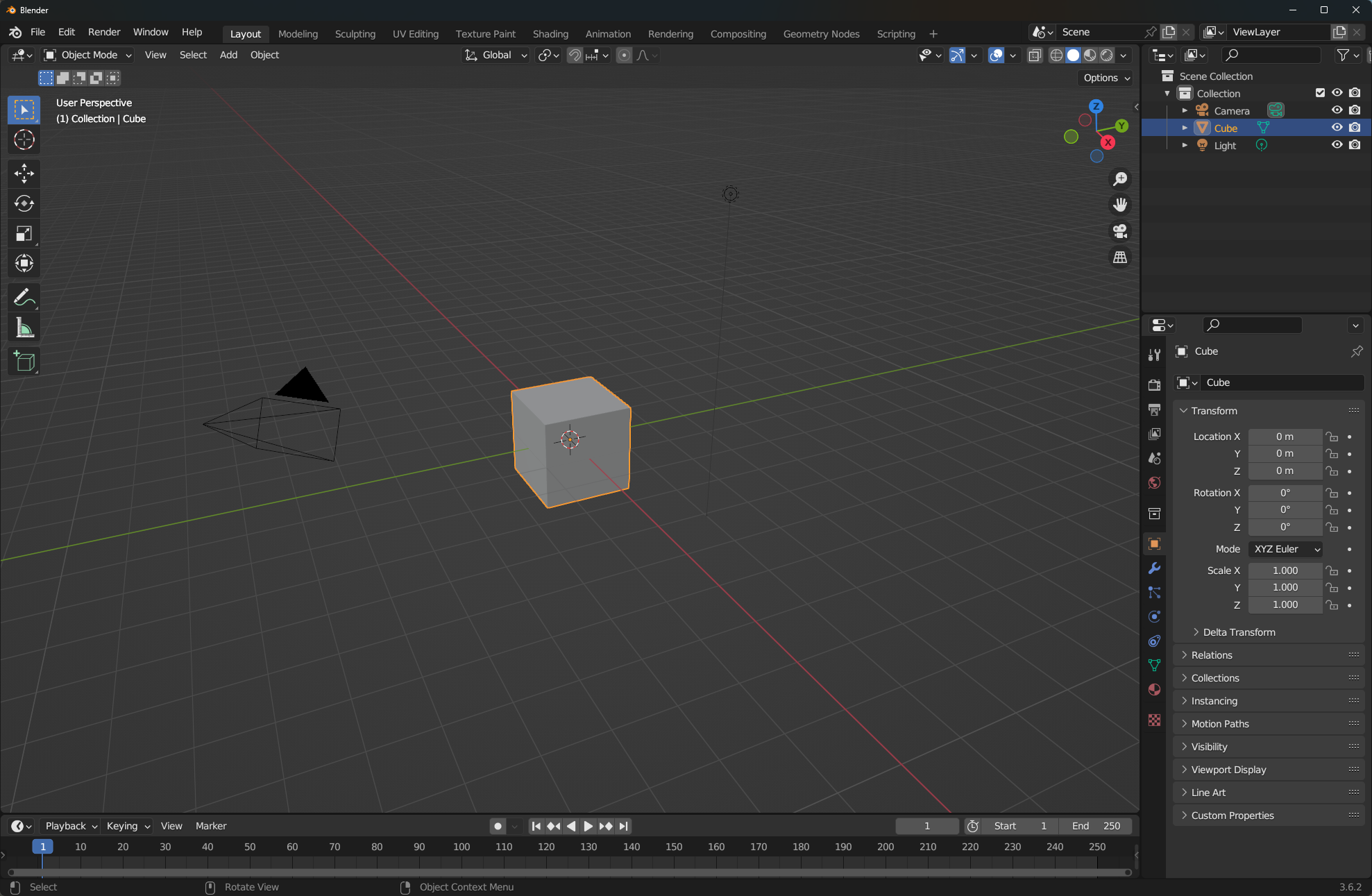
블렌더의 큐브 (버전 3.6.2)

블렌더는 원래 네덜란드 애니메이션 스튜디오인 네오지오(비디오 게임 브랜드 네오지오와는 무관)의 사내 애플리케이션으로 개발되었으며, 1994년 1월 2일 공식적으로 출시되었다. 1.00 버전은 1995년 1월에 출시되었으며, 주요 개발자는 회사 공동 소유주이자 소프트웨어 개발자인 톤 로센달이었다. 블렌더라는 이름은 네오지오가 자사의 쇼릴에 사용한 스위스 전자 밴드 Yello의 앨범 《Baby》에 수록된 곡에서 영감을 받았다. 블렌더의 일부 디자인 선택 사항과 경험은 로센달이 1987년부터 1991년까지 Commodore Amiga 플랫폼에서 네오지오를 위해 개발한 Traces라는 초기 소프트웨어 애플리케이션에서 가져왔다.
1998년 1월 1일, 블렌더는 SGI 프리웨어로 온라인에 공개되었다. 네오지오는 나중에 해체되었고, 그 고객 계약은 다른 회사로 넘어갔다. 네오지오가 해체된 후, 톤 로센달은 1998년 6월 Not a Number Technologies(NaN, 같은 이름의 컴퓨터 용어에서 따옴)를 설립하여 블렌더를 추가로 개발했으며, NaN이 2002년 파산할 때까지 처음에는 셰어웨어로 배포했다. 이로 인해 블렌더의 개발도 중단되었다.
2002년 5월, 로센달은 비영리 블렌더 재단을 설립했으며, 첫 번째 목표는 블렌더를 커뮤니티 기반의 오픈 소스 프로젝트로 계속 개발하고 홍보할 방법을 찾는 것이었다. 2002년 7월 18일, 로센달은 크라우드펀딩의 전신인 "Free Blender" 캠페인을 시작했다. 이 캠페인은 블렌더를 오픈 소스로 만들기 위해 커뮤니티에서 10만 유로(당시 100,670달러)를 일회성 지불로 모으는 것을 목표로 했다. 2002년 9월 7일, 충분한 자금이 모여 블렌더 소스 코드를 공개할 것이라고 발표되었다. 오늘날 블렌더는 자유-오픈 소스 소프트웨어이며, 주로 커뮤니티와 블렌더 인스티튜트가 고용한 26명의 정직원과 12명의 프리랜서에 의해 개발되고 있다.
블렌더 재단은 초기에 다중 라이선스를 사용할 권리를 유보하여, GPL 2.0 이상 외에도 소스 코드 공개를 요구하지 않지만 블렌더 재단에 지불을 요구하는 "블렌더 라이선스"로도 블렌더를 이용할 수 있게 했다. 그러나 이 옵션은 한 번도 행사되지 않았으며 2005년 무기한 중단되었다. 블렌더는 오직 "GNU GPLv2 이상"으로만 제공되며 "명백한 이점"이 없다고 판단되어 GPLv3로 업데이트되지 않았다. 블렌더의 바이너리 릴리스는 포함된 아파치 라이브러리로 인해 GNU GPLv3 이상에 따라 제공된다.
2019년, 버전 2.80 출시와 함께 비디오 게임 제작 및 프로토타이핑을 위한 통합 게임 엔진이 제거되었다. 블렌더 개발자들은 사용자들에게 고도와 같은 더 강력한 오픈 소스 게임 엔진으로 마이그레이션할 것을 권장했다.

## 수잔
2002년 2월, 블렌더 소프트웨어 회사인 NaN의 운명이 임박한 3월 폐쇄가 분명해졌다. 그럼에도 불구하고 블렌더 2.25라는 또 다른 릴리스가 출시되었다. 일종의 이스터 에그이자 마지막 개인 태그로, 예술가와 개발자들은 침팬지 머리(소프트웨어에서는 "원숭이"라고 불림)의 3D 모델을 추가하기로 결정했다. 이 모델은 빌렘-폴 판 오버브루겐(SLiD3)이 만들었으며, 케빈 스미스 감독의 영화 《제이 앤 사일런트 밥》에 나오는 오랑우탄 수잔의 이름을 따서 지었다.
수잔은 유타 티포트나 스탠포드 바니와 같은 일반적인 테스트 모델에 대한 블렌더의 대안이다. 500개의 면만 가진 로우 폴리 모델인 수잔은 블렌더에 포함되어 있으며 재료, 애니메이션, 리깅, 텍스처 및 조명 설정을 빠르고 쉽게 테스트하는 데 자주 사용된다. 이는 큐브 및 평면과 같은 다른 메시와 함께 기본형으로 포함되어 있다.
가장 큰 블렌더 콘테스트에서는 수잔 어워드라는 상을 수여하며, 블렌더 커뮤니티에서 이 독특한 3D 모델의 중요성을 강조한다.

## 기능

### 모델링

시세로 모라에스가 만든 미라의 법의학적 얼굴 재구성

블렌더는 폴리곤 메시, 베지에 곡선, NURBS 곡면, 메타볼, 구면체, 텍스트, B-메시라는 n-gon 모델링 시스템을 포함한 다양한 기하학적 기본형을 지원한다. 편집 모드를 통해 접근할 수 있는 고급 폴리곤 모델링 시스템도 있다. 이 시스템은 돌출, 모따기, 세분화와 같은 기능을 지원한다.

#### 모디파이어
모디파이어는 렌더링 또는 내보내기 시 적용할 수 있는 비파괴 효과를 적용하며, 예를 들어 서브디비전 서피스 등이 있다.

#### 스컬프팅
블렌더는 동적 토폴로지, "베이킹", 리메싱, 재대칭화 및 축소를 포함하는 다중 해상도 디지털 스컬프팅 기능을 제공한다. 후자는 내보내기 목적(예: 게임 에셋)으로 모델을 단순화하는 데 사용된다.

#### 지오메트리 노드

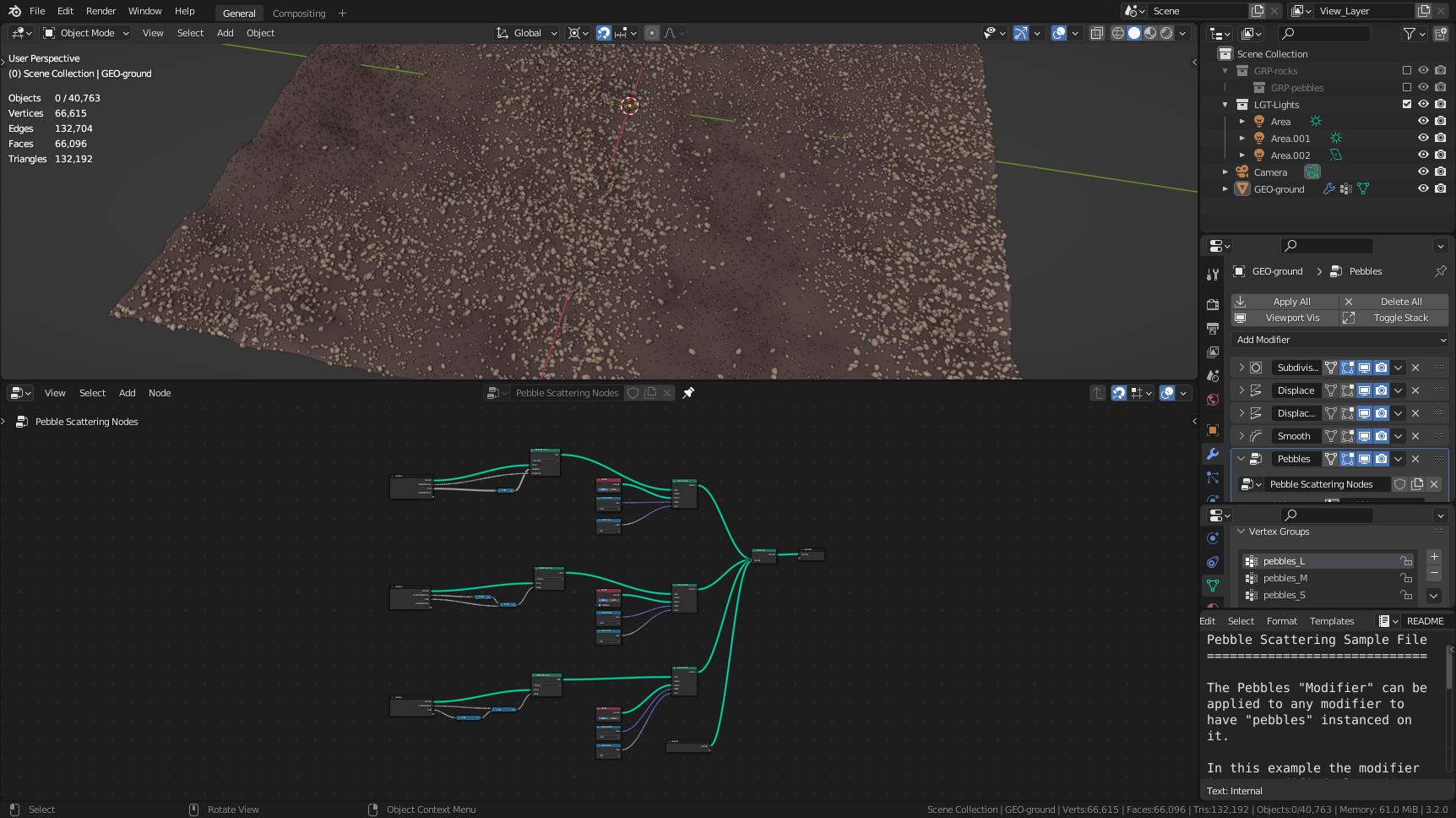
블렌더 3.2의 지오메트리 노드 편집기

블렌더는 노드 그래프 시스템을 사용하여 절차적으로 비파괴 방식으로 지오메트리를 생성하고 조작한다. 이 기능은 블렌더 2.92에 처음 추가되었으며, 객체 분산 및 인스턴싱에 중점을 둔다. 이는 모디파이어 형태로 제공되어 다른 다양한 모디파이어 위에 쌓을 수 있다. 이 시스템은 문자열 입력을 통해 수정하고 재정의할 수 있는 객체 속성을 사용한다. 속성에는 위치, 법선 및 UV 맵이 포함될 수 있다. 모든 속성은 속성 스프레드시트 편집기에서 볼 수 있다. 지오메트리 노드 유틸리티는 또한 기본 메시를 생성할 수 있다. 블렌더 3.0에서는 지오메트리 노드에 커브 객체 생성 및 수정 지원이 추가되었으며, 같은 릴리스에서 지오메트리 노드 워크플로우는 필드로 완전히 재설계되어 시스템을 더욱 직관적으로 만들고 셰이더 노드처럼 작동하도록 했다.

### 시뮬레이션
블렌더는 연기, 비, 먼지, 천, 유체, 머리카락 및 강체를 시뮬레이션하는 데 사용할 수 있다.

#### 유체 시뮬레이션

물리 유체 시뮬레이션

유체 시뮬레이터는 컵에 물이 부어지는 것과 같은 액체를 시뮬레이션하는 데 사용할 수 있다. 이는 격자 볼츠만 방법 (LBM)을 사용하여 유체를 시뮬레이션하며 입자 및 해상도를 많이 조절할 수 있다. 입자 물리 유체 시뮬레이션은 평활 입자 유체 역학 방법을 따르는 입자를 생성한다.
블렌더는 메시 충돌 감지, LBM 유체 역학, 연기 시뮬레이션, 불릿 강체 동역학, 파도가 있는 해양 생성기, 입자 기반 머리카락 지원을 포함하는 입자 시스템, 물리 시뮬레이션 및 렌더링 중 실시간 제어를 포함한 연체 동역학을 위한 시뮬레이션 도구를 가지고 있다.
블렌더 2.82에서는 Mantaflow라는 새로운 유체 시뮬레이션 시스템이 추가되어 이전 FLIP 시스템을 대체했다. 블렌더 2.92에서는 Mantaflow를 기반으로 하는 APIC라는 또 다른 유체 시뮬레이션 시스템이 추가되었다. 와류 및 더 안정적인 계산이 FLIP 시스템에서 개선되었다.

#### 천 시뮬레이션
천 시뮬레이션은 강체 시뮬레이션으로 정점을 시뮬레이션하여 수행된다. 3D 메시에 적용하면 연체 시뮬레이션과 유사한 효과를 생성한다.

### 애니메이션
블렌더의 키프레임 애니메이션 기능에는 역운동학, 아마추어, 훅, 곡선 및 격자 기반 변형, 셰이프 키, 비선형 애니메이션, 제약 조건, 버텍스 가중치가 포함된다. 또한, Grease Pencil 도구를 통해 완전한 3D 파이프라인 내에서 2D 애니메이션을 만들 수 있다.
블렌더의 키프레임 애니메이션 기능에는 역운동학, 아마추어, 훅, 곡선 및 격자 기반 변형, 셰이프 키, 비선형 애니메이션, 제약 조건, 버텍스 가중치가 포함된다. 또한, Grease Pencil 도구를 통해 완전한 3D 파이프라인 내에서 2D 애니메이션을 만들 수 있다.

### 렌더링

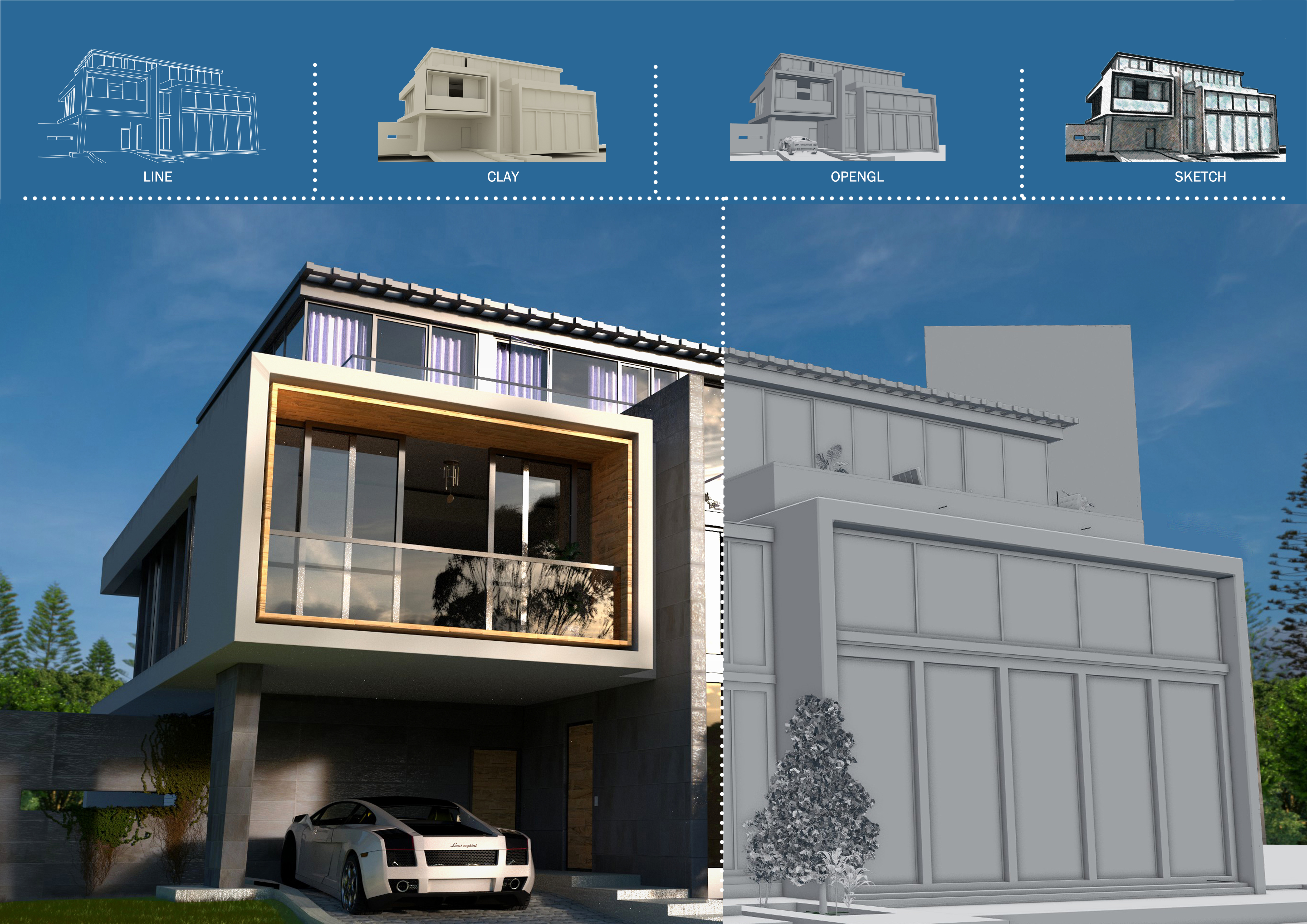
사이클을 사용한 사실적인 스타일을 포함하여 블렌더에서 다양한 렌더링 스타일을 보여주는 건축물 렌더링

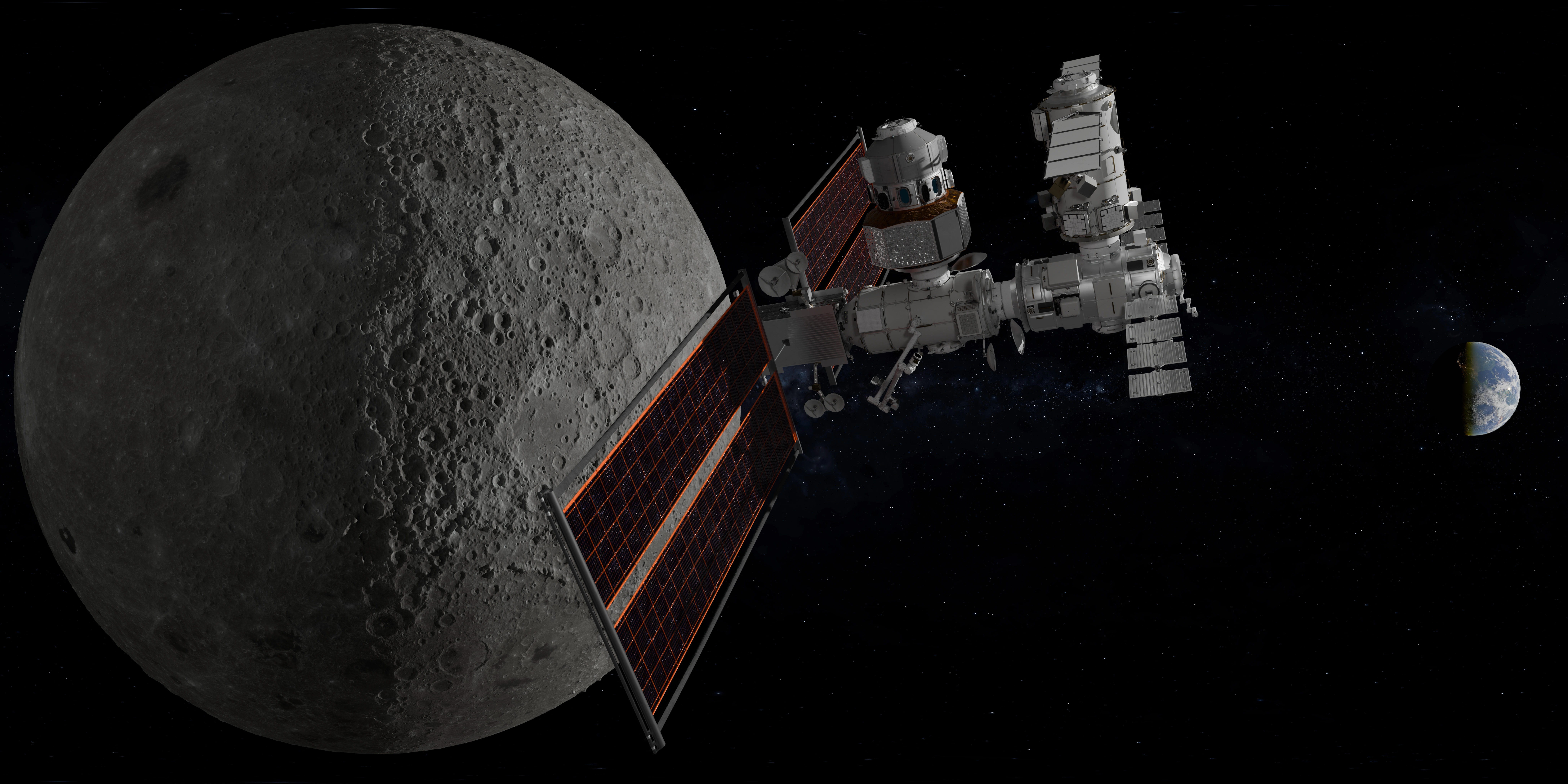
블렌더에서 렌더링된 루나 게이트웨이

블렌더는 버전 2.80부터 EEVEE, Workbench, Cycles의 세 가지 렌더 엔진을 포함한다.
Cycles는 경로 추적 렌더 엔진이다. CPU와 GPU를 통한 렌더링을 모두 지원한다. Cycles는 블렌더 2.65부터 Open Shading Language를 지원한다.
Cycles 하이브리드 렌더링은 Optix를 사용하는 버전 2.92에서 가능하다. 타일은 CPU와 GPU의 조합으로 계산된다.
EEVEE는 새로운 물리 기반 실시간 렌더러이다. 속도 덕분에 블렌더의 실시간 뷰포트를 구동하여 자산을 만드는 데 사용할 수 있지만, 최종 프레임을 위한 렌더러로도 작동할 수 있다.
워크벤치는 모델링 및 애니메이션 미리보기 중 빠른 렌더링을 위해 설계된 실시간 렌더 엔진이다. 최종 렌더링용으로는 의도되지 않았다. 워크벤치는 시각적 구별을 위해 객체에 색상을 할당하는 것을 지원한다.

#### 사이클
사이클은 대화형이며 사용하기 쉽도록 설계된 경로 추적 렌더 엔진으로, 여전히 많은 기능을 지원한다. 이는 블렌더 2.61 출시 이후 2011년부터 블렌더에 포함되었다. 사이클은 AVX, AVX2 및 AVX-512 확장과 최신 하드웨어의 CPU 가속을 지원한다.

##### GPU 렌더링
Cycles는 렌더링 시간을 단축하는 데 사용되는 GPU 렌더링을 지원한다. GPU 렌더링 모드는 세 가지가 있다: 이전 엔비디아 그래픽 카드에 선호되는 방법인 CUDA; 엔비디아의 튜링 아키텍처 및 암페어 아키텍처의 하드웨어 광선 추적 기능을 활용하는 OptiX; AMD 라데온 그래픽 카드에서 렌더링을 지원하는 HIP; 그리고 인텔 및 인텔 아크 GPU를 위한 oneAPI이다. 이 렌더링 모드와 관련된 툴킷 소프트웨어는 블렌더에 포함되어 있지 않으며, 각 소스 지침에 따라 별도로 설치하고 구성해야 한다.
여러 GPU도 지원되며 (EEVEE 렌더 엔진은 제외), 프레임이나 타일을 병렬로 처리하여 렌더링 속도를 높이는 렌더 팜을 만드는 데 사용할 수 있다. 그러나 여러 GPU를 사용하더라도 각 GPU는 자체 메모리에만 접근할 수 있으므로 사용 가능한 메모리가 증가하지는 않는다. 버전 2.90부터 SLI 카드의 이러한 제한은 엔비디아의 NVLink로 인해 깨졌다.
애플의 메탈 API는 M1 칩과 AMD 그래픽 카드를 사용하는 애플 컴퓨터용 블렌더 3.1에서 초기 구현되었다.
| 3.0 최소 하드웨어                                 | x86-64 및 기타 64비트 | Cuda 3.0 이상: 엔비디아 카드 케플러 ~ 암페어 (CUDA Toolkit 11.1 이상) | OptiX 7.3 (드라이버 470 이상): 전체: 엔비디아 RTX 시리즈; 부분: 맥스웰 이상 | AMD RDNA 아키텍처 또는 그 이상, 라데온 소프트웨어 드라이버 (윈도우, 리눅스) | 윈도우용 인텔 그래픽 드라이버 30.0.101.3430 이상, 리눅스용 OpenCL 런타임 22.10.23904 | macOS 12.2의 Apple Silicon이 장착된 Apple 컴퓨터, macOS 12.3의 AMD 그래픽 카드 |
| 기본 셰이딩                                       | 예                    | 예                                                                    | 예                                                                          | 예                                                                          | 예                                                                                   | 예                                                                             |
| 그림자                                            | 예                    | 예                                                                    | 예                                                                          | 예                                                                          | 예                                                                                   | 예                                                                             |
| 모션 블러                                         | 예                    | 예                                                                    | 예                                                                          | 예                                                                          | 예                                                                                   | 예                                                                             |
| 머리카락                                          | 예                    | 예                                                                    | 예                                                                          | 예                                                                          | 예                                                                                   | 예                                                                             |
| 볼륨                                              | 예                    | 예                                                                    | 예                                                                          | 예                                                                          | 예                                                                                   | 예                                                                             |
| 서브서피스 스캐터링                               | 예                    | 예                                                                    | 예                                                                          | 예                                                                          | 예                                                                                   | 예                                                                             |
| Open Shading Language (1.11) (3.4에서 OSL 1.12.6) | 예                    | 아니요                                                                | 부분적                                                                      | 아니요                                                                      | 아니요                                                                               | 아니요                                                                         |
| 상관 다중 지터 샘플링                             | 예                    | 예                                                                    | 예                                                                          | 예                                                                          | 예                                                                                   | 예                                                                             |
| 베벨 및 AO 셰이더                                 | 예                    | 예                                                                    | 예                                                                          | 예                                                                          | 예                                                                                   | 예                                                                             |
| 베이킹                                            | 예                    | 예                                                                    | 예                                                                          | 예                                                                          | 예                                                                                   | 예                                                                             |
| CPU 메모리 사용 가능                              |                       | 예                                                                    | 예                                                                          | 예                                                                          | 예                                                                                   | 예                                                                             |
| 장치 간 메모리 분배                               | 렌더 팜 사용 시 예    | NVLink 사용 시 예                                                     | NVLink 사용 시 예                                                           | 아니요                                                                      | 아니요                                                                               | 아니요                                                                         |
| 실험적 기능                                       |                       |                                                                       |                                                                             |                                                                             |                                                                                      |                                                                                |
| 적응형 서브디비전                                 | 실험적                | 실험적                                                                | 실험적                                                                      | 실험적                                                                      | 실험적                                                                               | 실험적                                                                         |

##### 통합자
통합자는 렌더링 알고리즘의 핵심으로 조명 계산에 사용된다. Cycles는 현재 직접 조명 샘플링을 지원하는 경로 추적 통합자를 지원한다. 이는 다양한 조명 설정에 잘 작동하지만, 코스틱 및 특정 다른 복잡한 조명 상황에는 적합하지 않다. 광선은 카메라에서 장면으로 추적되어 광원(램프, 빛을 방출하는 객체 재료 또는 월드 배경)을 찾거나 렌더러의 광경로 설정에서 결정된 최대 반사 횟수에 따라 단순히 종료될 때까지 반사된다. 램프와 빛을 방출하는 표면을 찾기 위해 간접 조명 샘플링(광선이 표면 양방향 산란 분포 함수 또는 BSDF를 따르도록 허용)과 직접 조명 샘플링(광원을 선택하고 그쪽으로 광선을 추적)이 모두 사용된다.
기본 경로 추적 통합자는 "순수" 경로 추적기이다. 이 통합자는 카메라에서 장면으로 광선을 보내는 방식으로 작동하며, 이 광선은 결국 광원, 객체 또는 월드 배경 중 하나에 도달한다. 이 광선이 객체에 도달하면 충격 각도에 따라 반사되며, 광원에 도달하거나 사용자가 결정한 최대 반사 횟수에 도달할 때까지 계속 반사된다. 최대 반사 횟수에 도달하면 광선은 종료되고 검은색, 조명되지 않은 픽셀로 나타난다. 각 픽셀에 대해 여러 광선이 계산되고 평균화되는 과정이 "샘플링"이라고 알려져 있다. 이 샘플링 수는 사용자가 설정하며 최종 이미지에 큰 영향을 미친다. 샘플링 수가 낮으면 노이즈가 더 많이 발생하고 "반딧불이"(특이하게 밝은 픽셀)가 생성될 가능성이 있는 반면, 샘플링 수가 높으면 노이즈가 크게 줄어들지만 렌더링 시간도 늘어난다.
대안은 분기 경로 추적 통합자로, 대부분 동일한 방식으로 작동한다. 분기 경로 추적은 객체와의 각 교차점에서 빛 광선을 다른 표면 구성 요소에 따라 분할하고, 단일 광원뿐만 아니라 모든 광원을 고려하여 셰이딩한다. 이 추가적인 복잡성은 각 광선을 계산하는 것을 더 느리게 만들지만, 특히 직접 조명(한 번의 반사)이 지배적인 장면에서 렌더링의 노이즈를 줄여준다. 이 기능은 Cycles X의 등장과 함께 블렌더 3.0에서 제거되었는데, 순수 경로 추적 통합자의 개선으로 분기 경로 추적 통합자가 불필요해졌기 때문이다.

##### Open Shading Language
블렌더 사용자는 Open Shading Language (OSL)를 사용하여 자신만의 노드를 만들 수 있다. 이를 통해 사용자는 완전히 절차적인 멋진 재료를 만들 수 있으며, 이는 특정 객체에 맞게 만들어야 하는 이미지 기반 텍스처와 달리 텍스처가 늘어나지 않고 모든 객체에 사용할 수 있다. (참고: 셰이더 노드 편집기는 이미지에 표시되어 있지만, 거의 정확하더라도 UI 구조와 모양이 약간 변경되었다.)

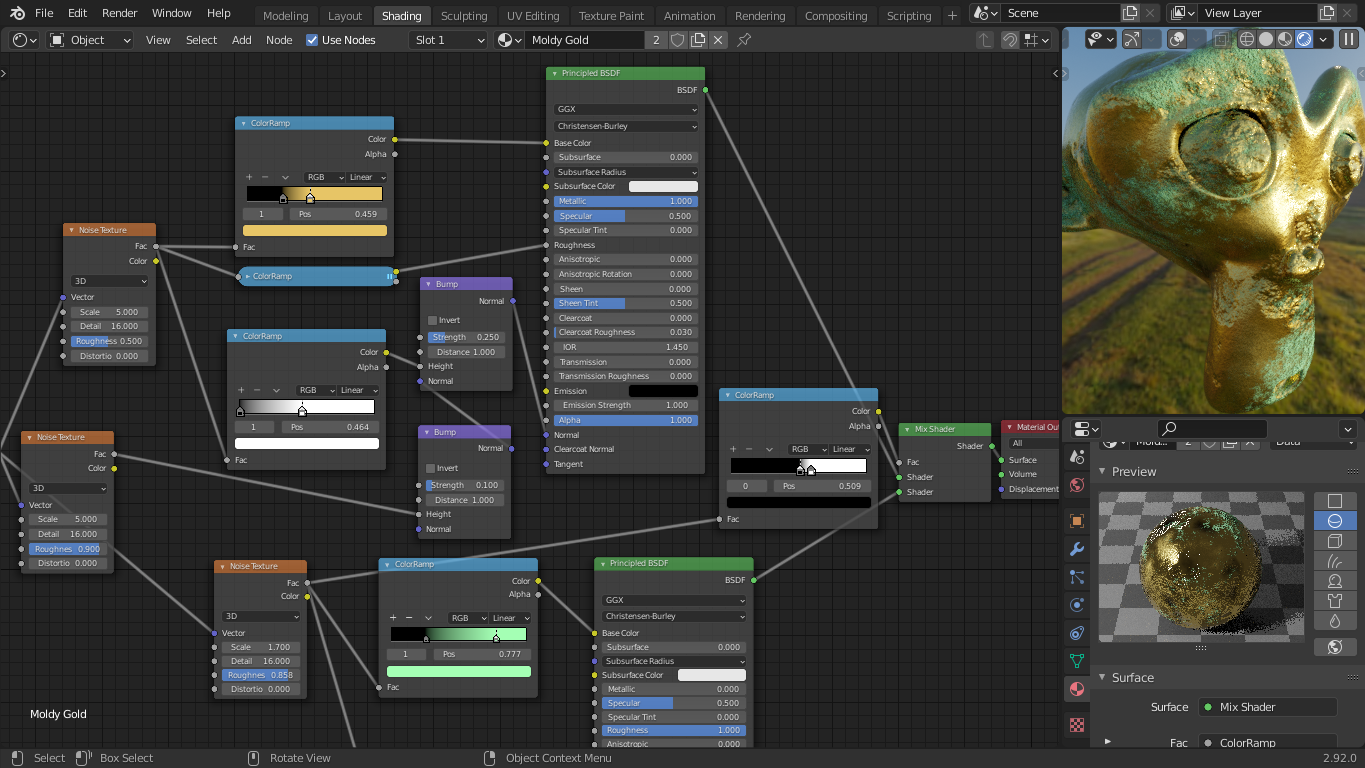
노드 편집기를 사용하여 곰팡이 핀 금 재료 만들기

##### 재료
재료는 폴리곤 메시, NURBS 곡선 및 기타 기하학적 객체의 모양을 정의한다. 재료는 메시의 표면 모양, 내부 볼륨 및 표면 변위를 정의하는 세 가지 셰이더로 구성된다.
표면 셰이더는 메시 표면에서의 빛 상호작용을 정의한다. 하나 이상의 양방향 산란 분포 함수(또는 BSDF)는 입사광이 반사되는지, 메시 내부로 굴절되는지, 또는 흡수되는지를 지정할 수 있다. 알파 값은 반투명도를 측정하는 하나의 척도이다.
표면 셰이더가 빛을 반사하거나 흡수하지 않으면 볼륨으로 들어간다(빛 투과). 볼륨 셰이더가 지정되지 않으면 빛은 메시의 다른 면으로 직진한다(또는 굴절될 수 있다. 굴절률 또는 IOR 참조).
볼륨 셰이더가 정의되어 있으면 메시 볼륨을 통과할 때 빛 상호작용을 설명한다. 빛은 볼륨 내 어느 지점에서든 산란되거나 흡수되거나 방출될 수 있다.
표면의 형태는 변위 셰이더에 의해 변경될 수 있다. 이 방법으로 텍스처를 사용하여 메시 표면을 더 자세하게 만들 수 있다.
설정에 따라 변위는 표면 표면 법선만 수정하여 변위 인상(일명 범프 매핑)을 주거나, 실제 변위와 범프 매핑의 조합일 수 있다.

#### EEVEE
EEVEE(또는 이브이)는 블렌더 2.8 버전부터 포함된 실시간 PBR 렌더러이다. 이 렌더 엔진은 포켓몬 종의 이름을 따서 이브이라는 별명을 얻었다. 이 이름은 나중에 "Extra Easy Virtual Environment Engine" 또는 EEVEE라는 역두문자어로 만들어졌다.
2024년 7월 블렌더 4.2 LTS 출시와 함께 EEVEE는 수석 개발자 클레망 푸코에 의해 EEVEE Next라는 대대적인 개편을 거쳤다. EEVEE Next는 블렌더의 실시간 및 래스터화된 렌더러를 위한 다양한 새로운 기능을 자랑하며, 여기에는 화면 공간 글로벌 일루미네이션(SSGI), 가상 그림자 매핑, HDRI에서 햇빛 추출, 라이트 프로브 볼륨 및 큐브맵을 통한 반사 및 간접 조명에 대한 재작성된 시스템이 포함된다. EEVEE Next는 또한 개선된 볼륨 렌더링과 함께 변위 셰이더 지원 및 Cycles와 유사한 개선된 피사계 심도 시스템을 제공한다.
향후 EEVEE 릴리스 계획에는 하드웨어 가속 레이 트레이싱 지원 및 성능과 셰이더 컴파일의 지속적인 개선이 포함된다.

#### 워크벤치
모델링, 텍스처링 등을 위한 기본 3D 뷰포트 드로잉 시스템을 사용한다.

#### 외부 렌더러
자유-오픈 소스:
- Mitsuba Renderer[68]
- YafaRay (이전 Yafray)
- LuxCoreRender (이전 LuxRender)
- Appleseed Renderer[69]
- POV-Ray
- NOX Renderer[70]
- Armory3D – Haxe로 작성된 블렌더용 자유-오픈 소스 게임 엔진[71]
- 라데온 프로렌더 – 블렌더용 라데온 프로렌더
- Malt Render – GLSL 셰이딩 기능을 갖춘 비사실적 렌더러[72]

사유:
- 픽사 렌더맨 – 렌더맨용 블렌더 렌더 애드온[73]
- Octane Render – 블렌더용 OctaneRender 플러그인
- Indigo Renderer – 블렌더용 Indigo
- V-레이 – 블렌더용 V-레이, 렌더링을 위해 V-레이 스탠드얼론 필요
- Maxwell Render – 블렌더용 B-Maxwell 애드온
- Thea Render – 블렌더용 Thea[74]
- Corona Renderer – 블렌더 투 코로나 익스포터, 렌더링을 위해 코로나 스탠드얼론 필요[75]

#### 텍스처링 및 셰이딩
블렌더는 절차적 및 노드 기반 텍스처는 물론 텍스처 페인팅, 투영 페인팅, 버텍스 페인팅, 웨이트 페인팅 및 동적 페인팅을 허용한다.

### 후반 작업

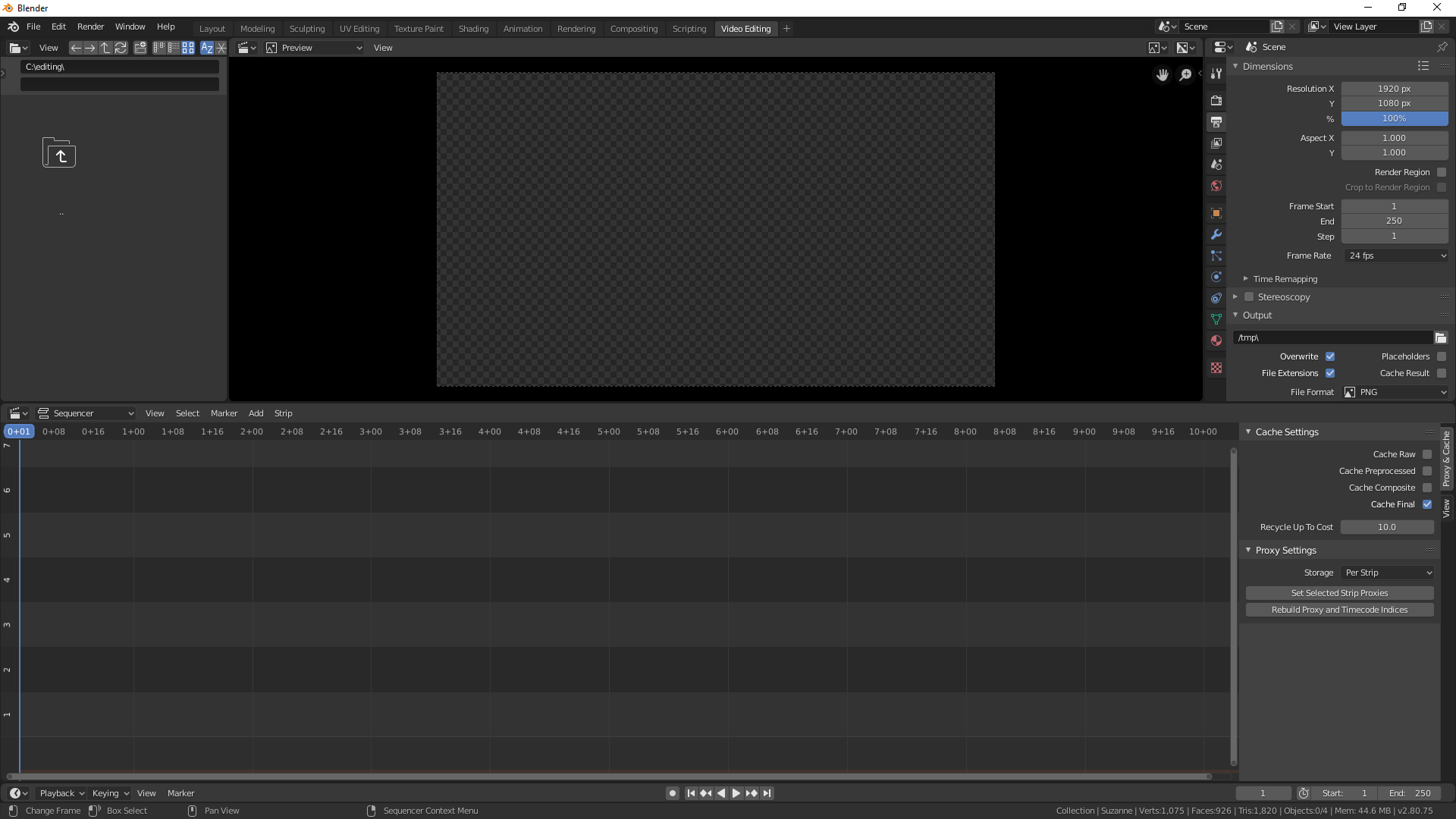
비디오 시퀀스 편집기(VSE)

블렌더는 렌더링 파이프라인 내에 OpenCL로 가속되는 노드 기반 컴포지터를 가지고 있으며, 4.0에서는 GPU를 지원한다. 또한 가우시안 블러, 컬러 그레이딩, 페이드 및 와이프 전환, 기타 비디오 변환과 같은 효과를 지원하는 비선형 비디오 편집기인 비디오 시퀀스 편집기(VSE)도 포함한다. 그러나 VSE로 비디오를 렌더링하기 위한 내장 멀티코어 지원은 없다.

### 플러그인/애드온 및 스크립트
블렌더는 사용자 정의 도구 생성, 프로토타이핑, 다른 형식에서 가져오기/내보내기, 작업 자동화를 위해 파이썬 스크립팅을 지원한다. 이를 통해 플러그인/애드온을 통해 여러 외부 렌더 엔진과 통합할 수 있다. 블렌더 자체도 추가 자동화 및 개발을 위해 파이썬 라이브러리로 컴파일 및 가져올 수 있다.

### 더 이상 사용되지 않는 기능

#### 블렌더 게임 엔진
블렌더 게임 엔진은 충돌 감지, 동역학 엔진 및 프로그래밍 가능한 논리와 같은 기능을 갖춘 내장 실시간 그래픽 및 논리 엔진이었다. 또한 건축 시각화에서 비디오 게임에 이르기까지 독립 실행형 실시간 응용 프로그램을 만들 수 있었다. 2018년 4월, 이 엔진은 유니티 및 오픈 소스 고도와 같은 다른 게임 엔진에 비해 엔진 업데이트 및 수정이 지연되어 다가오는 블렌더 2.8 릴리스 시리즈에서 제거되었다. 2.8 발표에서 블렌더 팀은 특히 블렌더 게임 엔진 사용자를 마이그레이션하기 위한 적합한 대안으로 고도 엔진을 언급했다.

#### 블렌더 내부
이전 블렌더 버전에서 사용되었던 편향된 래스터화 엔진이자 스캔라인 렌더러인 블렌더 내부는 새로운 "EEVEE" 렌더러, 즉 실시간 물리 기반 렌더러를 선호하여 2.80 릴리스에서 제거되었다.

### 파일 형식
블렌더는 여러 장면을 단일 ".blend" 파일로 묶을 수 있는 내부 파일 시스템을 제공한다.
- 블렌더의 ".blend" 파일 대부분은 이전 버전 및 다른 플랫폼의 블렌더와 호환되며, 다음 예외가 있다.
  - 블렌더 2.5 이전 버전에서 2.5 이후 파일에 저장된 애니메이션을 로드하는 경우. 이는 블렌더 2.5에서 도입된 재작업된 애니메이션 서브시스템이 이전 버전과 본질적으로 호환되지 않기 때문이다.
  - 2.63 이후에 저장된 메시를 로드하는 경우. 이는 더 다양한 메시 형식인 BMesh의 도입 때문이다.
  - 블렌더 2.8 ".blend" 파일은 더 이상 완벽하게 하위 호환되지 않으므로 이전 버전에서 열 때 오류가 발생할 수 있다.
  - 많은 3.x ".blend" 파일도 완전히 하위 호환되지 않으며 이전 버전에서 오류가 발생할 수 있다.
  - 5.x 이상 ".blend" 파일은 블렌더 4.5 이전 버전에서 로드되지 않는다. 그러나 블렌더 4.5는 5.x 이상 파일을 4.5 이전 버전에서 사용 가능하도록 변환하는 브리지 역할을 할 수 있다.
- 전체 애니메이션에 대한 모든 장면, 객체, 재료, 텍스처, 사운드, 이미지 및 후반 작업 효과를 단일 ".blend" 파일로 패키징하고 저장할 수 있다. 이미지 및 사운드와 같은 외부 소스에서 로드된 데이터도 외부에 저장하고 절대 또는 상대 파일 경로를 통해 참조할 수 있다. 마찬가지로 ".blend" 파일 자체도 블렌더 자산 라이브러리로 사용할 수 있다.
- 인터페이스 구성은 ".blend" 파일에 보존된다.

블렌더 기능을 확장하는 다양한 가져오기/내보내기 스크립트(내부 API를 통해 객체 데이터에 접근)를 통해 다른 3D 도구와 상호 운용이 가능하다.
블렌더는 데이터를 오브젝트, 메시, 램프, 장면, 재료, 이미지 등 다양한 종류의 "데이터 블록"(glTF와 유사)으로 구성한다. 블렌더의 오브젝트는 여러 데이터 블록으로 구성된다. 예를 들어, 사용자가 폴리곤 메시라고 부르는 것은 적어도 오브젝트와 메시 데이터 블록으로 구성되며, 일반적으로 재료 및 더 많은 데이터 블록이 서로 연결되어 있다. 이를 통해 다양한 데이터 블록이 서로를 참조할 수 있다. 예를 들어, 동일한 메시를 참조하는 여러 오브젝트가 있을 수 있으며, 공유된 메시를 나중에 편집하면 이 메시를 사용하는 모든 오브젝트의 모양이 변경된다. 오브젝트, 메시, 재료, 텍스처 등은 다른 .blend 파일에도 연결될 수 있으며, 이는 .blend 파일을 재사용 가능한 리소스 라이브러리로 사용할 수 있게 한다.

## 지원되는 파일 형식

### 가져오기

#### 2D
.bmp, .dxf, .sgi, .hdr, .jpg, .jpeg, JPEG 2000, .png, .tif, .tiff, .tga, .exr, .cin, .dpx, .svg, .webp

#### 3D
.3ds, .abc, .blend, .bvh, .dae, .dxf, .fbx, .gltf, .glb, .lwo, .obj, .ply, .stl, .usd, .wrl, .x3d

#### 비디오
.avi, .mkv, .mov, .mp4, .ogv, .webm

### 내보내기

#### 2D
.bmp, .dxf, .exr, .jpg, .png, .svg, .tif, .tga, .webp

#### 3D
.abc, .blend, .bvh, .dae, .dxf, .fbx, .gltf, .glb, .obj, .ply, .stl, .usd, .wrl, .x3d

#### 비디오
.avi, .mkv, .mp4, .ogv, .webm

## 사용자 인터페이스

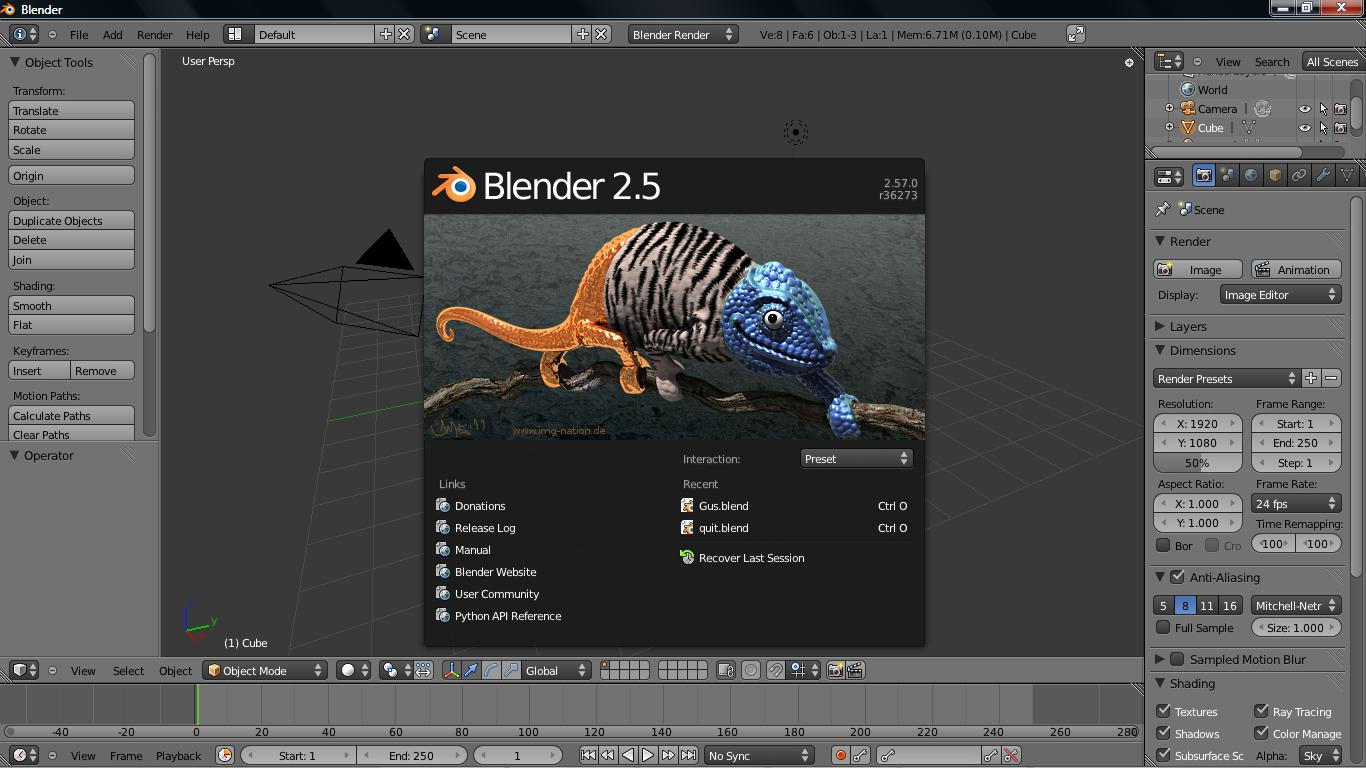
블렌더의 사용자 인터페이스는 블렌더 2.57에서 상당한 업데이트를 거쳤고, 블렌더 2.80 출시와 함께 다시 업데이트되었다.

### 명령어
대부분의 명령은 단축키를 통해 접근할 수 있다. 포괄적인 그래픽 메뉴도 있다. 숫자 버튼은 특정 위젯을 겨냥할 필요 없이 직접 값을 변경하기 위해 "드래그"할 수 있으며, 키보드를 사용하여 설정할 수도 있다. 슬라이더와 숫자 버튼 모두 Ctrl 및 Shift 키와 같은 수정자를 사용하여 다양한 단계 크기로 제한할 수 있다. 파이썬 표현식도 숫자 입력 필드에 직접 입력할 수 있어 수학적 표현식을 사용하여 값을 지정할 수 있다.

### 모드
블렌더는 객체와 상호 작용하기 위한 여러 모드를 포함하고 있으며, 두 가지 주요 모드는 객체 모드(Object Mode)와 편집 모드(Edit Mode)로, Tab 키로 전환할 수 있다. 객체 모드는 개별 객체를 하나의 단위로 조작하는 데 사용되는 반면, 편집 모드는 실제 객체 데이터를 조작하는 데 사용된다. 예를 들어, 객체 모드는 전체 폴리곤 메시를 이동, 크기 조절, 회전하는 데 사용될 수 있으며, 편집 모드는 단일 메시의 개별 정점을 조작하는 데 사용될 수 있다. 또한 정점 페인트(Vertex Paint), 가중치 페인트(Weight Paint), 조각 모드(Sculpt Mode)와 같은 다른 여러 모드도 있다.

### 작업 공간
블렌더 GUI는 기본 플랫폼에서 제공하는 하나 이상의 창 위에 타일형 창 시스템을 구축한다. 하나의 플랫폼 창(종종 화면을 채우도록 크기가 조절됨)은 블렌더의 뷰 또는 창 유형 중 하나가 될 수 있는 섹션과 하위 섹션으로 나뉜다. 사용자는 이러한 블렌더 창의 여러 레이아웃을 정의하고 이를 화면이라고 부르며, 메뉴에서 선택하거나 키보드 단축키를 사용하여 빠르게 전환할 수 있다. 각 창 유형의 자체 GUI 요소는 3D 뷰를 조작하는 것과 동일한 도구로 제어할 수 있다. 예를 들어, 3D 뷰포트에서 확대/축소하는 것과 유사한 제어 기능을 사용하여 GUI 버튼을 확대/축소할 수 있다. GUI 뷰포트 및 화면 레이아웃은 완전히 사용자 정의할 수 있다. 비디오 편집, UV 매핑 또는 텍스처링과 같은 특정 작업에 사용되지 않는 기능을 숨겨 인터페이스를 설정할 수 있다.

## 개발

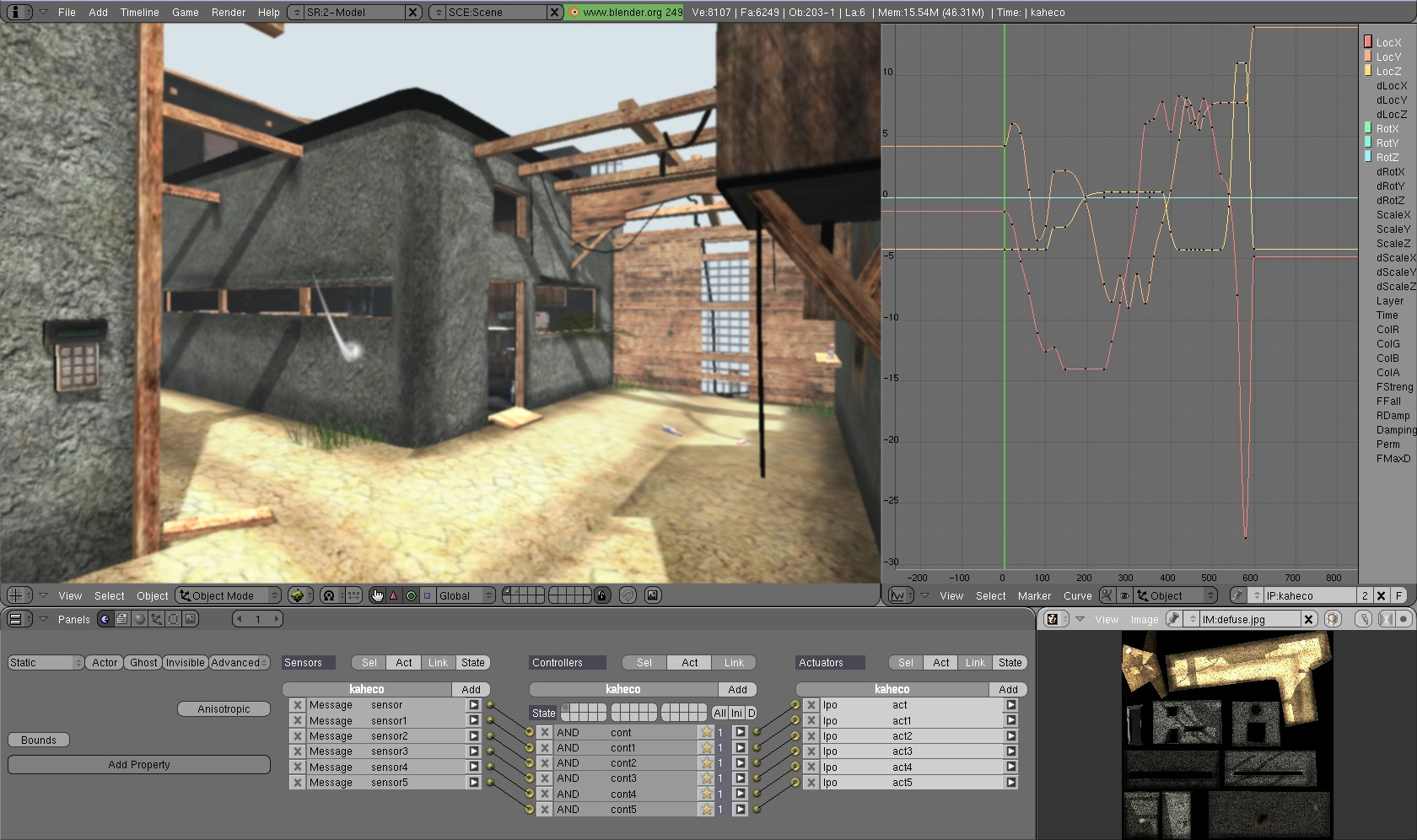
게임 엔진 GLSL 재료

소스 코드가 공개된 이래 블렌더는 초기 코드베이스의 상당한 리팩터링과 기능 세트의 주요 추가를 경험했다.
개선 사항에는 애니메이션 시스템 새로 고침, 스택 기반 모디파이어 시스템, 업데이트된 파티클 시스템(머리카락과 털 시뮬레이션에도 사용 가능), 유체 역학, 연체 동역학, 게임 엔진의 GLSL 셰이더 지원, 고급 UV 언래핑, 별도의 렌더 패스와 "텍스처로 렌더링"을 허용하는 완전히 재코딩된 렌더 파이프라인, 노드 기반 재료 편집 및 합성, 그리고 투영 페인팅이 포함된다.
이러한 개발의 일부는 구글의 서머 오브 코드 프로그램에 의해 육성되었으며, 블렌더 재단은 2005년부터 이 프로그램에 참여해 왔다.
역사적으로 블렌더는 개발 관리를 위해 파브리케이터를 사용했지만, 2021년 파브리케이터 서비스 중단 발표로 인해 블렌더 인스티튜트는 2022년 초에 다른 시스템으로 마이그레이션하는 작업을 시작했다. 어떤 소프트웨어를 선택해야 할지에 대한 광범위한 논의 끝에 최종적으로 Gitea로 마이그레이션하기로 결정되었다. 파브리케이터에서 Gitea로의 마이그레이션은 현재 진행 중이다.

### 블렌더 2.8
2.7 시리즈 이후 블렌더의 다음 주요 개정판에 대한 공식적인 계획은 2015년 하반기에 시작되었으며, 잠재적인 목표는 더 구성 가능한 UI("블렌더 101"로 명명), 물리 기반 렌더링(PBR) 지원("Extra Easy Virtual Environment Engine"의 EEVEE로 명명)으로 뷰포트에 개선된 실시간 3D 그래픽을 제공하고, 코드베이스에서 C++11 및 C99를 사용할 수 있도록 하고, 더 새로운 버전의 OpenGL로 이동하고 3.2 이전 버전 지원을 중단하며, 파티클 및 제약 조건 시스템의 가능한 대대적인 개편을 포함했다. 블렌더 내부 렌더러는 2.8에서 제거되었다. Code Quest는 2018년 4월 블렌더 인스티튜트의 암스테르담에서 시작된 프로젝트였다. 이 프로젝트의 목표는 블렌더 2.8 개발 속도를 높이기 위해 대규모 개발팀이 한곳에서 작업하도록 하는 것이었다. 2018년 6월 29일까지 Code Quest 프로젝트가 종료되었고, 7월 2일 알파 버전이 완료되었다. 베타 테스트는 2018년 11월 29일에 시작되었고 2019년 7월까지 진행될 것으로 예상되었다. 블렌더 2.80은 2019년 7월 30일에 출시되었다.

### 사이클 X
2021년 4월 23일, 블렌더 재단은 미래 개발을 위해 사이클스 아키텍처를 개선한 사이클스 X 프로젝트를 발표했다. 주요 변경 사항으로는 새로운 커널, 기본 타일 렌더링 제거(점진적 개선으로 대체), 분기 경로 추적 제거, OpenCL 지원 제거 등이 포함되었다. 볼륨 렌더링도 더 나은 알고리즘으로 대체되었다. Cycles X는 블렌더 3.0에서 기존 Cycles 렌더 엔진을 대체했으며, 단순히 "Cycles"라고 불리며 이전 버전에 비해 2배에서 8배의 성능 향상을 제공한다.

## 지원
블렌더는 웹사이트에 광범위하게 문서화되어 있다. 또한 블렌더 스택 익스체인지와 같이 지원을 전담하는 여러 온라인 커뮤니티도 있다.

## 수정된 버전
블렌더의 오픈 소스 특성으로 인해 다른 프로그램들은 블렌더의 성공을 이용하여 외형적으로 수정된 버전을 재패키징하여 판매하려고 시도했다. 예시로는 IllusionMage, 3DMofun, 3DMagix 및 Fluid Designer가 있으며, 후자는 블렌더 기반으로 인식되고 있다.

## 산업에서의 사용

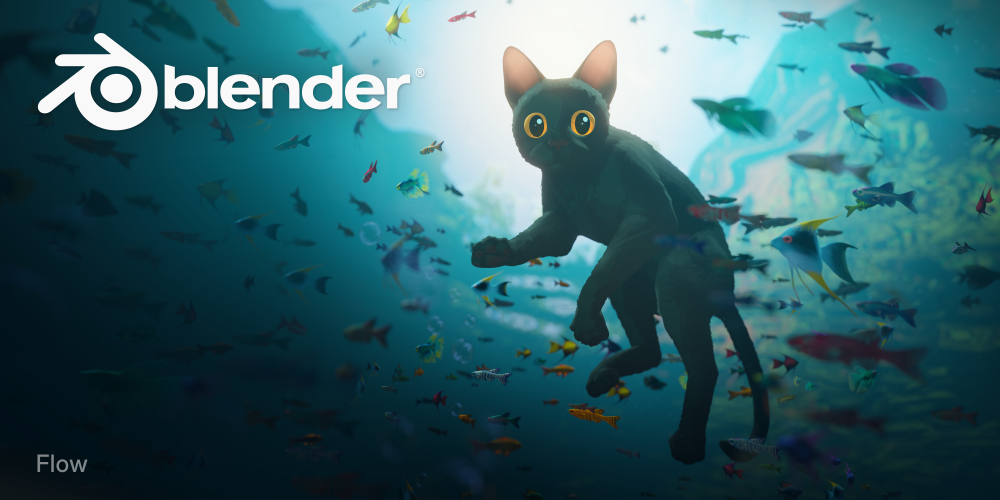
블렌더 4.4 스플래시 화면에 플로우

블렌더는 네덜란드의 상업 애니메이션 회사인 NeoGeo의 사내 도구로 시작되었다. 블렌더를 사용한 첫 번째 대규모 전문 프로젝트는 스파이더맨 2였으며, 주로 스토리보드 부서를 위한 애니매틱 및 사전 시각화를 만드는 데 사용되었다.
프랑스어 영화 《금요일 또는 다른 날》(Vendredi ou un autre jour)은 모든 특수 효과에 블렌더를 사용한 최초의 35mm 장편 영화로, 리눅스 워크스테이션에서 제작되었다. 이 영화는 로카르노 국제 영화제에서 수상했다. 특수 효과는 벨기에의 Digital Graphics에서 제작했다.
톰 무어 감독의 《켈스의 비밀》은 벨기에 스튜디오 Digital Graphics에서 블렌더로 부분 제작되었으며, "최우수 애니메이션 장편 영화" 부문 오스카상 후보에 올랐다. 블렌더는 다른 많은 전문 3D 그래픽 프로그램과 함께 히스토리 채널의 프로그램에도 사용되었다.
블렌더로 전적으로 제작된 상업 애니메이션 장편 영화 《플루미페로스》는 2010년 2월 아르헨티나에서 초연되었다. 주요 등장인물은 의인화된 말하는 동물들이다.
2012년에 상영된 레드 드워프 시즌 X의 에피소드 6의 특수 효과는 Gecko Animation의 벤 시몬즈가 확인했듯이 블렌더를 사용하여 제작되었다.
블렌더는 캡틴 아메리카: 윈터 솔져의 사전 시각화에 사용되었다.
슈퍼 스매시브라더스 for 닌텐도 3DS/Wii U의 일부 홍보용 아트워크는 블렌더를 사용하여 부분적으로 제작되었다.
얼터너티브 힙합 그룹 데스 그립스는 블렌더를 사용하여 뮤직 비디오를 제작했다. 이 프로그램의 스크린샷이 "Inanimate Sensation" 뮤직 비디오에 잠시 나타난다.
TV 시리즈 《높은 성의 사나이》의 시각 효과는 블렌더로 제작되었으며, 일부 파티클 시뮬레이션은 후디니에 위임되었다.
나사는
화성 착륙 3주년을 기념하기 위해 대화형 웹 애플리케이션 Experience Curiosity를 개발하는 데 블렌더를 사용했다. 이 앱은 로버를 작동하고, 카메라와 로봇 팔을 제어하며, 화성 과학 실험실 임무의 주요 이벤트를 재현할 수 있게 한다. 이 애플리케이션은 2015년 SIGGRAPH의 WebGL 섹션 초반에 발표되었다.틀:List entry too long 블렌더는 NASA에서도 많은 공개 3D 모델에 사용된다. NASA의 3D 리소스 페이지에 있는 많은 3D 모델은 네이티브 .blend 형식이다.
2015년 단편 애니메이션 영화 《Alike》는 리눅스 운영 체제를 사용하고 블렌더를 모델링, 애니메이션, 렌더링, 합성 및 편집을 위한 주요 도구로 사용하여 개발되었다.
블렌더는 영화 《하드코어 헨리》의 CGI와 합성에 모두 사용되었다. 장편 영화 《Sabogal》의 시각 효과는 블렌더로 제작되었다. VFX 슈퍼바이저 빌 웨스텐호퍼는 2016년 영화 《워크래프트》에서 "Murloc" 캐릭터를 만드는 데 블렌더를 사용했다.
데이비드 F. 샌드버그 감독은 《라이트 아웃》과 《애나벨: 인형의 주인》의 여러 장면에 블렌더를 사용했다.
블렌더는 《원더우먼》 (2017년 영화)의 크레딧 시퀀스 일부에 사용되었다.
블렌더는 영화 《신데렐라 더 캣》의 애니메이션 제작에 사용되었다.
VFX 아티스트 이안 휴버트(Ian Hubert)는 SF 영화 《프로스펙트》에 블렌더를 사용했다. 2018년 영화 《넥스트 젠》은 Tangent Animation에서 블렌더로 전적으로 제작되었다. 개발자 팀은 내부 사용을 위해 블렌더를 개선하는 작업을 했지만, 이러한 개선 사항을 결국 공식 블렌더 빌드에 추가할 계획이다.
2019년 영화 《내 몸이 사라졌다》는 블렌더의 Grease Pencil 도구를 사용하여 CGI 애니메이션 위에 그림을 그려, 순수하게 전통적으로 그려진 애니메이션에서는 달성하기 어려운 진정한 카메라 움직임 느낌을 구현했다.
유비소프트 애니메이션 스튜디오는 2020년부터 내부 콘텐츠 제작 소프트웨어를 블렌더로 대체할 예정이다.
카라와 그 자회사 Project Studio Q는 주력 도구인 3ds Max를 블렌더로 대체하려고 노력하고 있다. 그들은 진행 중인 《신세기 에반게리온 극장판 𝄇》 제작 과정에서 블렌더의 "현장 검증"을 시작했다. 그들은 또한 개발 기금의 실버 및 브론즈 기업 회원으로 가입했다.
2020년 영화 《울프워커스》는 블렌더를 사용하여 부분적으로 제작되었다.
2021년 넷플릭스 작품 《마야와 3인의 용사》는 블렌더를 사용하여 제작되었다.
2021년 SPA 스튜디오는 블렌더 아티스트를 고용하기 시작했으며 2022년 현재 블렌더 개발에 기여하고 있다. 워너 브라더스 애니메이션은 2022년 블렌더 아티스트를 고용하기 시작했다.
VFX 회사 Makuta VFX는 인도 블록버스터 《RRR》의 VFX에 블렌더를 사용했다.
블렌더는 2023년 영화 《스파이더맨: 어크로스 더 유니버스》의 여러 장면에 사용되었다. 영화 애니메이션을 담당한 주요 스튜디오인 소니 픽처스 이미지워크스는 블렌더의 Grease Pencil을 사용하여 3D 모델과 함께 라인워크 및 2D FX 애니메이션을 추가했다. 캐나다 애니메이터 프레스턴 무탕가는 이 영화의 레고 스타일 시퀀스를 만드는 데 블렌더를 사용했다.
2024년 라트비아 영화 《플로우》(Straume)는 EEVEE 렌더 엔진을 사용하여 블렌더에서 완전히 제작되었다. 이 영화는 제97회 아카데미상에서 두 개 부문에 후보로 지명되었으며, 최우수 장편 애니메이션상을 수상했다.

## 교육 및 학계에서의 사용

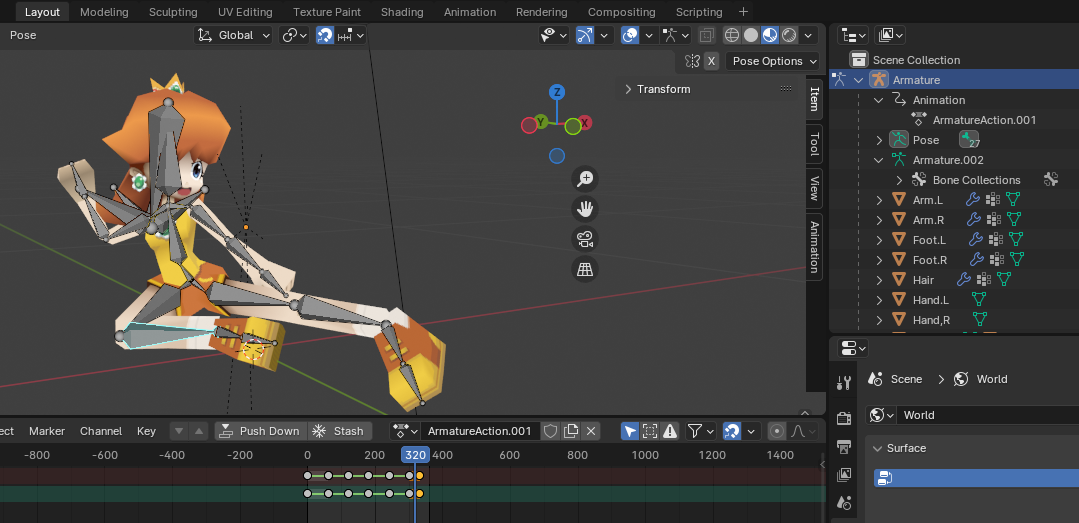
미시간 대학교 EECS 298: 3D 기술 예술 및 애니메이션 과정에서 헨리 루테스가 연구 및 시연을 위해 블렌더로 만든 팬아트 캐릭터 모델. 학생들은 블렌더에서 자신만의 캐릭터를 모델링, 텍스처링, 리깅, 애니메이션하는 방법을 배우고, 이를 유니티 게임 엔진에 통합하여 상호 작용성을 달성한다.

블렌더는 자유 및 오픈 소스 특성으로 인해 미시간 대학교 앤아버를 포함한 기관에서 입문 3D 미술, 애니메이션, 시각화 및 3D 프린팅 과정의 주요 소프트웨어가 되었으며, 캠퍼스 실험실에 널리 보급되었다. 블렌더는 또한 작물 모니터링에서 적층 제조에 이르기까지 컴퓨터 비전 및 AI 학습을 위한 합성 이미지를 생성하는 데 사용되었다.

## 오픈 프로젝트
2005년부터 1~2년마다 블렌더 재단은 블렌더의 혁신을 촉진하기 위한 새로운 창의적 프로젝트를 발표해 왔다. 2006년 첫 오픈 영화 프로젝트인 엘리펀츠 드림의 성공에 힘입어 블렌더 재단은 영화(빅 벅 버니, 신텔, 로봇의 눈물) 및 게임: 요 프랭키!, 또는 크리스탈 스페이스 게임 엔진을 활용하고 빅 벅 버니에 사용된 일부 자산을 재사용한 오픈 게임 프로젝트인 Apricot과 같은 추가 프로젝트를 담당하기 위해 블렌더 인스티튜트를 설립했다.

## 온라인 서비스

### 블렌더 재단

#### 블렌더 스튜디오
블렌더 스튜디오 플랫폼은 2014년 3월 블렌더 클라우드로 출시되었으며, 회원들이 블렌더 애드온, 강좌 및 블렌더 스튜디오의 오픈 영화 제작 과정을 추적할 수 있는 구독 기반 클라우드 컴퓨팅 플랫폼이다. 현재 블렌더 인스티튜트의 이전 부서였던 블렌더 스튜디오에서 운영하고 있다. 프로젝트: 구즈베리를 홍보하고 자금을 조달하기 위해 출시되었으며, 블렌더 재단의 DVD 판매를 파일 호스팅, 자산 공유 및 협업을 위한 구독 기반 모델로 대체하는 것을 목표로 한다. 블렌더 스튜디오에 포함된 블렌더 애드온은 CloudRig, Blender Kitsu, Contact sheet Add-on, Blender Purge 및 Shot Builder이다. 2021년 10월 22일 Blender Cloud에서 Blender Studio로 브랜드가 변경되었다.

#### 블렌더 개발 기금
블렌더 개발 기금은 개인과 기업이 블렌더 개발에 자금을 지원할 수 있는 구독 서비스이다. 기업 회원으로는 에픽게임즈, 엔비디아, 마이크로소프트, 애플, 유니티, 인텔, Decentraland, 아마존 웹 서비스, 메타, AMD, 어도비 등이 있다. 개인 사용자도 결제 카드, 페이팔, 전신 송금 및 일부 암호화폐를 통해 블렌더에 일회성 기부를 할 수 있다.

#### 블렌더 ID
블렌더 ID는 블렌더 소프트웨어 및 서비스 사용자를 위한 통합 로그인이며, 블렌더 스튜디오, 블렌더 스토어, 블렌더 컨퍼런스, 블렌더 네트워크, 블렌더 개발 기금 및 블렌더 재단 공인 트레이너 프로그램에 대한 로그인을 제공한다.

#### 블렌더 오픈 데이터

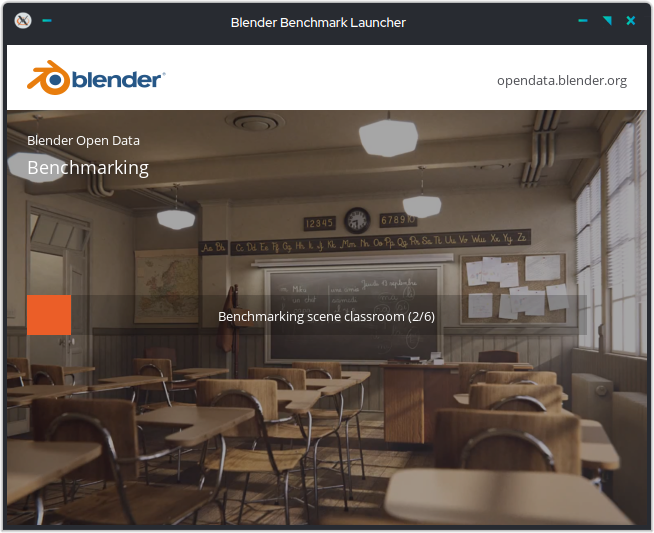
블렌더 벤치마크 사용 예시

블렌더 오픈 데이터는 블렌더 커뮤니티에서 관련 블렌더 벤치마크 소프트웨어로 생성된 벤치마크 데이터를 수집, 표시 및 쿼리하는 플랫폼이다.

#### 블렌더 네트워크
블렌더 네트워크는 온라인 전문가들이 블렌더를 통해 비즈니스를 수행하고 온라인 지원을 제공할 수 있도록 하는 온라인 플랫폼이었다. 2021년 3월 31일 종료되었다.

#### 블렌더 스토어
셔츠, 양말, 비니 등 블렌더 상품을 구매할 수 있는 상점이다.

#### 블렌더 확장 기능
블렌더 확장 기능은 블렌더 4.2에 도입된 확장 기능의 주요 저장소 역할을 하며, 애드온과 테마를 모두 포함한다. 사용자는 블렌더 자체에서 직접 확장 기능을 설치하고 업데이트할 수 있다.

## 출시 역사
다음 표는 블렌더의 출시 역사 중 주목할 만한 개발 사항을 나열한다: 녹색은 현재 버전을 나타내고, 노란색은 현재 지원되는 버전을 나타내며, 빨간색은 더 이상 지원되지 않는 버전을 나타낸다(하지만 많은 후기 버전은 여전히 최신 시스템에서 사용할 수 있다).
| 버전                                                                     | 출시일              | 참고 및 주요 변경 사항 |
| ------------------------------------------------------------------------ | ------------------- | --- |
| 1.00                                                                     | 1994년 1월          | 블렌더 개발 중. |
| 1.23                                                                     | 1998년 1월          | SGI 버전 출시, IrisGL. |
| 1.30                                                                     | 1998년 4월          | 리눅스 및 FreeBSD 버전, OpenGL 및 X11로 포트. |
| 1.4x                                                                     | 1998년 9월          | Sun 및 리눅스 Alpha 버전 출시. |
| 1.50                                                                     | 1998년 11월         | 첫 매뉴얼 출판. |
| 1.60                                                                     | 1999년 4월          | 95달러 잠금 기능 뒤에 새로운 기능. 윈도우 버전 출시. |
| 1.6x                                                                     | 1999년 6월          | BeOS 및 PPC 버전 출시. |
| 1.80                                                                     | 2000년 6월          | 블렌더 다시 프리웨어. |
| 2.00                                                                     | 2000년 8월          | 대화형 3D 및 실시간 엔진. |
| 2.03                                                                     | 2000년              | 핸드북 공식 블렌더 2.0 가이드. |
| 2.10                                                                     | 2000년 12월         | 새로운 엔진, 물리, 파이썬. |
| 2.20                                                                     | 2001년 8월          | 캐릭터 애니메이션 시스템. |
| 2.21                                                                     | 2001년 10월         | 블렌더 퍼블리셔 출시. |
| 2.2x                                                                     | 2001년 12월         | Apple macOS 버전. |
| 2.25                                                                     | 2002년 10월 13일    | 블렌더 퍼블리셔 무료 제공. |
| 2.26                                                                     | 2003년 2월          | 최초의 진정한 오픈 소스 블렌더 릴리스. |
| 2.30                                                                     | 2003년 11월 22일    | 새로운 GUI; 편집이 이제 되돌릴 수 있게 됨. |
| 2.32                                                                     | 2004년 2월 3일      | 내부 렌더러의 레이 트레이싱; YafaRay 지원. |
| 2.34                                                                     | 2004년 8월 5일      | LSCM-UV 언래핑, 객체-파티클 상호작용. |
| 2.37                                                                     | 2005년 5월 31일     | 탄성 표면 시뮬레이션; 개선된 서브디비전 서피스. |
| 2.40                                                                     | 2005년 12월 22일    | 크게 향상된 시스템 및 캐릭터 애니메이션(비선형 편집 도구 포함), 유체 및 머리카락 시뮬레이터 추가. 새로운 기능은 구글 서머 오브 코드 2005를 기반으로 함. |
| 2.41                                                                     | 2006년 1월 25일     | 게임 엔진 개선(프로그래밍 가능한 정점 및 픽셀 셰이더, 블렌더 재료 사용, 분할 화면 모드, 물리 엔진 개선), UV 매핑 개선, 그리드 또는 메시(메시 스컬프팅)를 이용한 조각 또는 조각 작업용 파이썬 스크립트 기록 및 세트 체인 모델.                                                  |
| 2.42                                                                     | 2006년 7월 14일     | 영화 《엘리펀츠 드림》이 필요에 따라 고도 개발을 이끌었다. 특히, 노드 시스템(재료 및 컴포지터)이 구현되었다. |
| 2.43                                                                     | 2007년 2월 16일     | 구글 서머 오브 코드 2006의 결과로 스컬프트 모델링. |
| 2.46                                                                     | 2008년 5월 19일     | 《빅 벅 버니》 제작으로 블렌더는 풀을 빠르고 효율적으로 생산할 수 있게 되었다. |
| 2.48                                                                     | 2008년 10월 14일    | 요 프랭키! 개발로 게임 엔진이 크게 향상되었다. |
| 2.49                                                                     | 2009년 6월 13일     | 새로운 창 및 파일 관리자, 새로운 인터페이스, 새로운 파이썬 API 및 새로운 애니메이션 시스템. |
| 2.57                                                                     | 2011년 4월 13일     | 2.5 브랜치의 첫 공식 안정 버전: 새로운 인터페이스, 새로운 창 관리자 및 재작성된 이벤트 및 도구 파일 처리 시스템, 새로운 애니메이션 시스템(이제 모든 설정 애니메이션 가능), 새로운 파이썬 API.                                                                                  |
| 2.58                                                                     | 2011년 6월 22일     | 워프 모디파이어 및 렌더 베이킹 추가와 같은 새로운 기능. 스컬프팅 개선. |
| 2.58a                                                                    | 2011년 7월 4일      | 일부 버그 수정, GUI 및 파이썬 인터페이스의 작은 확장. |
| 2.59                                                                     | 2011년 8월 13일     | 3D 마우스 지원. |
| 2.60                                                                     | 2011년 10월 19일    | 개발자 브랜치가 주요 개발 브랜치로 통합: B-mesh, 새로운 렌더링/셰이딩 시스템, NURBS 등 구글 서머 오브 코드에서 직접 가져온 여러 기능. |
| 2.61                                                                     | 2011년 12월 14일    | Blender Internal과 함께 새로운 렌더 엔진 Cycles 추가("미리보기 릴리스"로). 모션 트래킹, Dynamic Paint, Ocean Simulator. |
| 2.62                                                                     | 2012년 2월 16일     | 모션 트래킹 개선, UV 도구 추가 확장, 리메시 모디파이어. Cycles 렌더 엔진이 프로덕션 준비를 위해 업데이트됨. |
| 2.63                                                                     | 2012년 4월 27일     | 버그 수정, B-메시 프로젝트: n-코너를 가진 완전히 새로운 메시 시스템, 새로운 도구: dissolve, inset, bridge, vertex slide, vertex connect, bevel. |
| 2.64                                                                     | 2012년 10월 3일     | 그린 스크린 키잉, 노드 기반 합성. |
| 2.65                                                                     | 2012년 12월 10일    | 200개 이상의 버그 수정, Open Shading Language 지원, 화재 시뮬레이션. |
| 2.66                                                                     | 2013년 2월 21일     | 게임 엔진 외부에서 강체 시뮬레이션 가능, 동적 토폴로지 스컬프팅, 사이클스에서 머리카락 렌더링 지원. |
| 2.67                                                                     | 2013년 5월 7일~30일 | 비사진 렌더링을 위한 프리스타일 렌더링 모드, 서브서피스 스캐터링 지원 추가, 모션 트래킹 솔버가 더 정확하고 빨라졌으며, 3D 프린팅을 위한 애드온이 번들로 제공됨. |
| 2.68                                                                     | 2013년 7월 18일     | CPU 및 GPU 렌더링 성능 향상, 엔비디아 테슬라 K20, GTX 타이탄 및 GTX 780 GPU 지원. 연기 렌더링이 개선되어 블록 현상 감소. |
| 2.69                                                                     | 2013년 10월 31일    | 모션 트래킹이 이제 평면 트래킹을 지원하며, 머리카락 렌더링이 개선됨. |
| 2.70                                                                     | 2014년 3월 19일     | 볼륨 렌더링 초기 지원 및 사용자 인터페이스의 작은 개선. |
| 2.71                                                                     | 2014년 6월 26일     | Cycles에서 베이킹 지원 및 볼륨 렌더링 분기 경로 추적이 이제 더 빨라짐. |
| 2.72                                                                     | 2014년 10월 4일     | GPU용 볼륨 렌더링, 스컬프팅 및 페인팅을 위한 더 많은 기능. |
| 2.73                                                                     | 2015년 1월 8일      | 새로운 전체 화면 모드, 개선된 파이 메뉴, 3D 뷰에서 이제 월드 배경 표시 가능. |
| 2.74                                                                     | 2015년 3월 31일     | Cycles는 여러 정밀도, 노이즈, 속도, 메모리 개선 및 새로운 Pointiness 속성을 얻었다. |
| 2.75a                                                                    | 2015년 7월 1일      | 블렌더가 이제 완전히 통합된 멀티 뷰 및 스테레오 3D 파이프라인을 지원하고, Cycles는 오랫동안 기다려온 AMD GPU 초기 지원 및 새로운 라이트 포털 기능을 제공함. |
| 2.76b                                                                    | 2015년 11월 3일     | Cycles 볼륨 밀도 렌더링, 픽사 OpenSubdiv 메시 세분화 라이브러리, 노드 삽입 및 비디오 편집 도구. |
| 2.77a                                                                    | 2016년 4월 6일      | Cycles 개선, Grease Pencil 새로운 기능, OpenVDB 추가 지원, 파이썬 라이브러리 업데이트 및 Windows XP 지원 제거. |
| 2.78c                                                                    | 2017년 2월 28일     | 가상 현실을 위한 구형 스테레오 렌더링, 2D 애니메이션을 위한 Grease Pencil 개선, 표면 위 자유 곡선 그리기, Bendy Bones, 마이크로폴리곤 변위 및 적응형 세분화. Cycles 성능 향상.                                                                                                 |
| 2.79b                                                                    | 2017년 9월 11일     | Cycles 디노이저, OpenCL 렌더링 지원 향상, Shadow Catcher, Principled BSDF 셰이더, Filmic 색상 관리, UI 및 Grease Pencil 기능 향상, Alembic 가져오기 및 내보내기 개선, 표면 변형 모디파이어, 더 나은 애니메이션 키프레임, 간소화된 비디오 인코딩, 파이썬 추가 및 새로운 애드온. |
| 2.80                                                                     | 2019년 7월 30일     | UI 개편, 어두운 테마 추가, OpenGL 기반 EEVEE 실시간 렌더링 엔진, Principled 셰이더, Workbench 뷰포트, Grease Pencil 2D 애니메이션 도구, 다중 객체 편집, 컬렉션, GPU+CPU 렌더링, Rigify.                                                                                        |
| 2.81a                                                                    | 2019년 11월 21일    | OpenVDB 복셀 리메시, QuadriFlow 리메시, 투명 BSDF, 스컬프팅의 브러시 곡선 프리셋, WebM 지원. |
| 2.82                                                                     | 2020년 2월 14일     | 유체 및 연기 시뮬레이션 개선(Mantaflow 사용), UDIM 지원, USD 내보내기 및 새로운 스컬프팅 도구 2개. |
| 2.83 LTS                                                                 | 2020년 6월 3일      | 장기 지원(LTS) 프로그램 도입, VDB 파일 지원, VR 장면 검사, 새로운 천 조각 브러시 및 뷰포트 디노이징. |
| 2.90                                                                     | 2020년 8월 31일     | 물리 기반 니시타 하늘 텍스처, EEVEE 모션 블러 개선, 새로운 다중 해상도 모디파이어를 포함한 스컬프팅 개선 및 모델링 개선. |
| 2.91                                                                     | 2020년 11월 25일    | Cloth Brush 개선, 새로운 스컬프팅 Trim 도구, 새로운 메시 불린 솔버, 볼륨-메시 및 메시-볼륨 모디파이어 및 사용자 정의 가능한 곡선 베벨. |
| 2.92                                                                     | 2021년 2월 25일     | 새로운 지오메트리 노드 절차적 모델링 시스템, 새로운 대화형 기본형 추가 도구, 스컬프팅 개선 및 Grease Pencil 개선. |
| 2.93 LTS                                                                 | 2021년 6월 2일      | 메시 기본형 및 새로운 스프레드시트 편집기를 포함한 지오메트리 노드 확장, 스컬프팅 개선, 새로운 그리스 펜슬 라인 아트 모디파이어 및 EEVEE 렌더링 개선. |
| 3.0                                                                      | 2021년 12월 3일     | 재작성된 GPU 커널 및 재작성된 그림자 캐처 및 기타 렌더링 개선을 포함한 주요 Cycles 업데이트. 새로운 '필드' 시스템을 포함한 지오메트리 노드 대대적 개편. 새로운 UI 시각적 새로 고침 및 기타 기능 및 개선 사항.                                                                  |
| 3.1                                                                      | 2022년 3월 9일      | 점구름 객체, Cycles 메탈 백엔드 및 새로운 지오메트리 노드. |
| 3.2                                                                      | 2022년 6월 8일      | Cycles 라이트 그룹, 그림자 코스틱 렌더링, 스컬프팅 모드 페인팅 및 에셋 브라우저의 컬렉션 지원. |
| 3.3 LTS                                                                  | 2022년 9월 7일      | 지오메트리 노드를 이용한 새로운 절차적 머리카락 시스템, 인텔 아크 GPU 지원 및 새로운 지오메트리 노드. |
| 3.4                                                                      | 2022년 12월 7일     | Cycles의 경로 안내, 스컬프팅 모드의 자동 마스킹, 새로운 UV 이완 도구 및 새로운 지오메트리 노드. |
| 3.5                                                                      | 2023년 3월 29일     | 지오메트리 노드 및 자산 브라우저를 통한 새로운 머리카락 시스템, 실시간 뷰포트 컴포지터, 스컬프팅을 위한 벡터 변위 맵, Apple Metal을 통한 뷰포트 성능 개선. |
| 3.6 LTS                                                                  | 2023년 6월 27일     | 시뮬레이션 노드, AMD 하드웨어의 렌더링 성능 향상 및 더 나은 UV 패킹. |
| 4.0                                                                      | 2023년 11월 14일    | Cycles 라이트 링크, 개선된 Principled BSDF 셰이더, AgX 톤 매퍼를 통한 더 나은 색상 관리, 지오메트리 노드 개선. |
| 4.1                                                                      | 2024년 3월 26일     | 지오메트리 노드 베이킹, OpenImageDenoise 성능 개선 및 뷰포트 컴포지터 개선. |
| 4.2 LTS                                                                  | 2024년 7월 16일     | Cycles에 Cycles에 가까워지도록 EEVEE 렌더 엔진 재작성(EEVEE Next라고 함), Ray Portal BSDF 추가, Khronos PBR Neutral 톤 매핑 추가 및 컴포지터 GPU 가속. |
| 4.3                                                                      | 2024년 11월 19일    | EEVEE의 멀티패스 합성 지원, 리눅스용 하드웨어 가속 레이 트레이싱 지원, 그리스 펜슬용 지오메트리 노드 지원. |
| 4.4                                                                      | 2025년 3월 18일.    | "슬롯형" 액션, 훨씬 우수한 편집 (VSE) 및 10비트 및 12비트 비디오 지원. |
| 4.5 LTS                                                                  | 2025년 7월 15일.    | 전체 Vulkan 지원. |
| 5.0                                                                      | 2025년 11월 11일.   | 이 버전은 현재 개발 중이다. |
| 범례:오래된 버전오래된 버전, 지원 중최신 버전최신 미리보기 버전배포 예정 |                     | |

2021년 기준으로 마이크로소프트 윈도우, macOS, 리눅스용 블렌더 공식 릴리스 및 FreeBSD용 포트는 64비트 버전으로 제공된다. 블렌더는 Windows 8.1 이상, Mac OS X 10.13 이상에서 사용할 수 있다.
블렌더 2.80은 32비트 시스템(x86)용 버전이 있는 마지막 릴리스였다. 블렌더 2.76b는 Windows XP를 지원하는 마지막 릴리스였으며, 버전 2.63은 파워PC를 지원하는 마지막 릴리스였다. 블렌더 2.83 LTS 및 2.92는 Windows 7을 지원하는 마지막 버전이었다. 블렌더 4.5 LTS는 macOS Intel 및 COLLADA 가져오기/내보내기, 빅 엔디언 플랫폼 및 blendfiles를 지원하는 마지막 버전이다. 2013년 블렌더는 안드로이드에서 데모로 출시되었지만, 이후 업데이트되지 않았다.

## 같이 보기
- 아트오브일루션
- 메시랩
- 스케치업